# Williams FW23
Der Williams FW23 war der Formel-1-Rennwagen von Williams für die Formel-1-Saison 2001. Der Motor kam von dem ein Jahr zuvor in die Formel 1 wiedereingestiegenen Motorenlieferanten BMW. Die Reifen stellte erstmals der französische Reifenhersteller Michelin.

## Technik

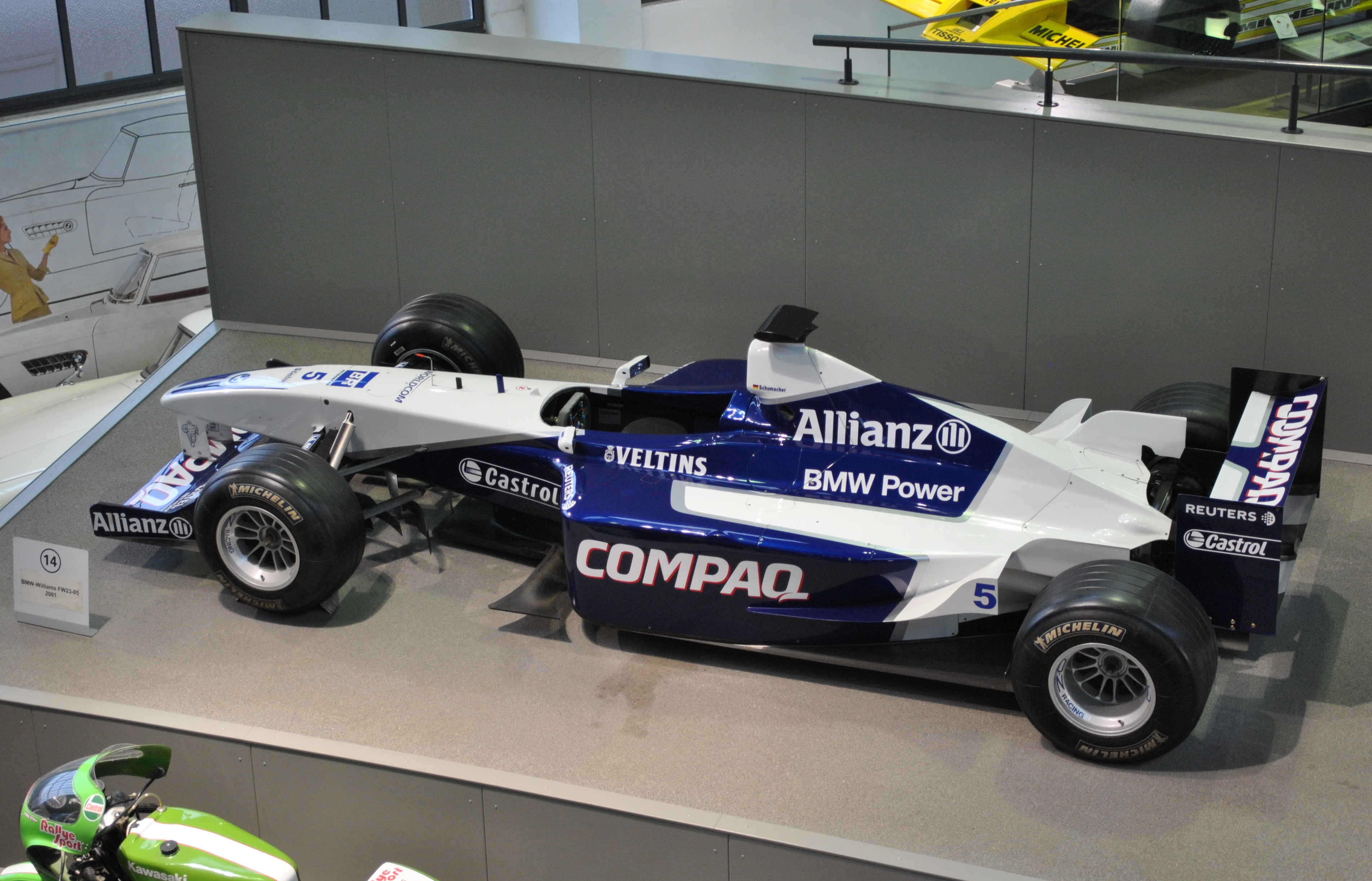
Williams F1 BMW FW23-05, 2001

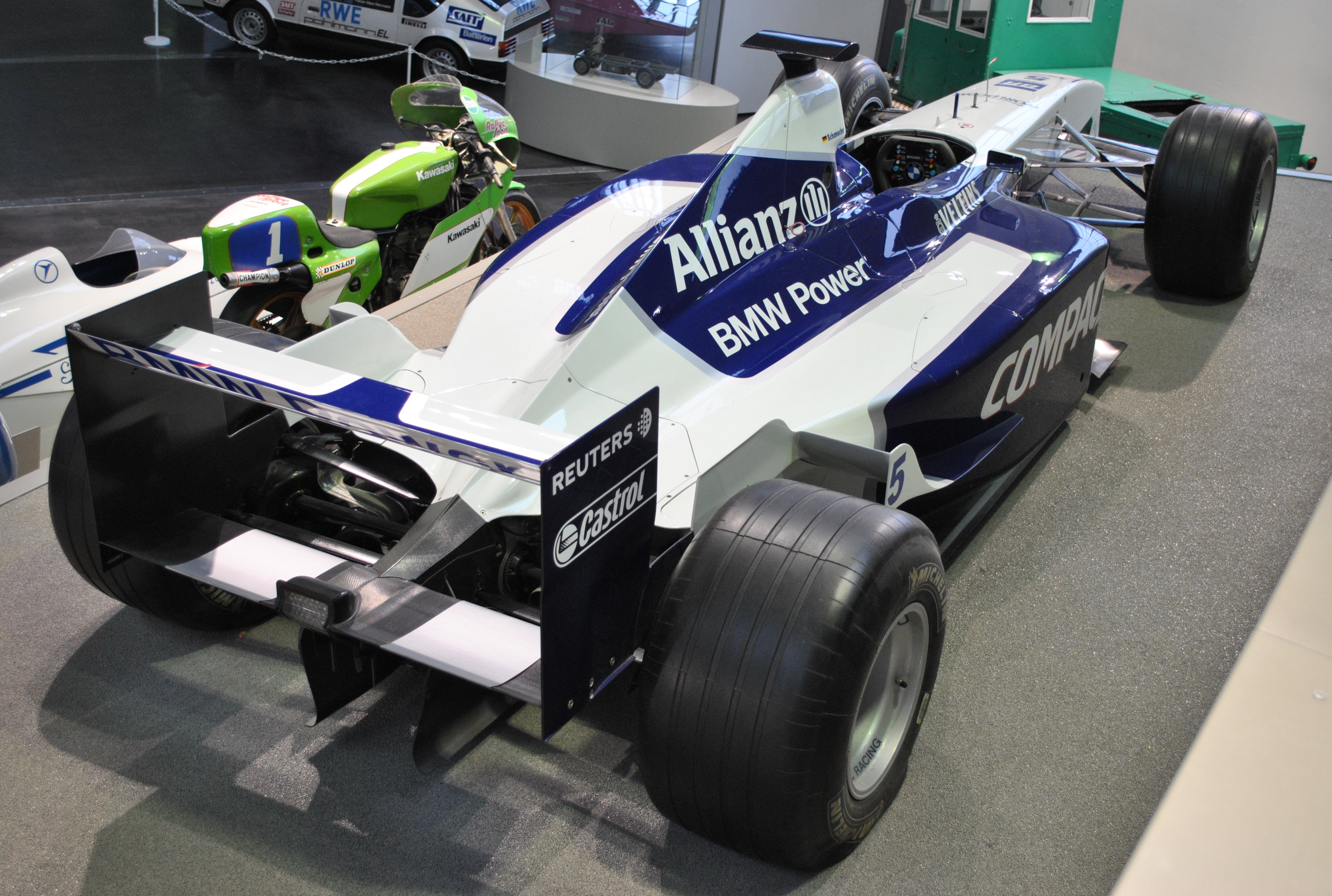
Williams F1 BMW FW23-05, Heckansicht

Im Rahmen des gemeinsam entwickelten Gesamtkonzepts baute Williams das Chassis, das Getriebe und das Fahrwerk, BMW den Motor und die elektronische Steuerung.
Das aerodynamisch optimierte Chassis besteht aus einem Verbundwerkstoff aus mit Kohlenstoff- und Aramidfasern verstärktem Epoxidharz. Eine Außenhaut aus Kevlar, einer hochfesten Faser aus Para-Aramid, erhöht die Stabilität zusätzlich. Trotz Leichtbauweise durfte das Gewicht des Wagens inklusive Fahrer reglementbedingt 600 kg nicht unterschreiten.
Der Nachfolger des Wagens für die Saison 2002 wurde der Williams FW24.

## Lackierung und Sponsoring
Die Grundfarben des FW23 waren Weiß am Monocoque und der Motorabdeckung und Blau am Seitenkasten sowie dem Front- und Heckflügel. Neben dem Hauptsponsor Compaq gab es auch Sponsorenaufkleber der Allianz, von Castrol, Nortel Networks, WorldCom, Petrobras, Reuters und Veltins.

## Fahrer
Als Fahrer für den FW23 fiel die Wahl erneut auf Ralf Schumacher (Nr. 5) sowie auf den neu in der Formel 1 startenden Juan Pablo Montoya (Nr. 6), der Jenson Button ersetzte. Test- und Ersatzfahrer war Marc Gené.

## Saison 2001
Im zweiten Jahr mit BMW konnte Williams die Geschwindigkeit der Konkurrenz mitgehen. Der Motor – der neu entwickelte 10-Zylinder-V-Motor BMW P80 – war einer der stärksten im ganzen Feld. Mit dem Williams F1 BMW W23-05 errang Ralf Schumacher 2001 Siege beim Großen Preis von San Marino, beim Großen Preis von Kanada und beim Großen Preis von Deutschland sowie einen zweiten Platz beim Großen Preis von Frankreich. Der Formel-1-Neuling Juan Pablo Montoya siegte beim Großen Preis von Italien. Es zeigten sich jedoch Probleme mit der Zuverlässigkeit, so dass man am Ende der Saison eine Ausfallquote vom mehr als 50 % hatte. In der Konstrukteurswertung erreichte man, wie schon im letzten Jahr den dritten Platz.

## Ergebnisse
| Fahrer               | Nr.                  | 1   | 2   | 3   | 4   | 5   | 6   | 7   | 8   | 9 | 10  | 11  | 12  | 13 | 14  | 15 | 16  | 17 | Punkte | Rang |
| -------------------- | -------------------- | --- | --- | --- | --- | --- | --- | --- | --- | - | --- | --- | --- | -- | --- | -- | --- | -- | ------ | ---- |
| Formel-1-Saison 2001 | Formel-1-Saison 2001 |     |     |     |     |     |     |     |     |   |     |     |     |    |     |    |     |    | 80     | 3.   |
| R. Schumacher        | 5                    | DNF | 5   | DNF | 1   | DNF | DNF | DNF | 1   | 4 | 2   | DNF | 1   | 4  | 7   | 3  | DNF | 6  | 80     | 3.   |
| J. Montoya           | 6                    | DNF | DNF | DNF | DNF | 2   | DNF | DNF | DNF | 2 | DNF | 4   | DNF | 8  | DNF | 1  | DNF | 2  | 80     | 3.   |

| Legende  | Legende            | Legende                                                          |
| Farbe    | Abkürzung          | Bedeutung                                                        |
| -------- | ------------------ | ---------------------------------------------------------------- |
| Gold     | –                  | Sieg                                                             |
| Silber   | –                  | 2. Platz                                                         |
| Bronze   | –                  | 3. Platz                                                         |
| Grün     | –                  | Platzierung in den Punkten                                       |
| Blau     | –                  | Klassifiziert außerhalb der Punkteränge                          |
| Violett  | DNF                | Rennen nicht beendet (did not finish)                            |
| Violett  | NC                 | nicht klassifiziert (not classified)                             |
| Rot      | DNQ                | nicht qualifiziert (did not qualify)                             |
| Rot      | DNPQ               | in Vorqualifikation gescheitert (did not pre-qualify)            |
| Schwarz  | DSQ                | disqualifiziert (disqualified)                                   |
| Weiß     | DNS                | nicht am Start (did not start)                                   |
| Weiß     | WD                 | zurückgezogen (withdrawn)                                        |
| Hellblau | PO                 | nur am Training teilgenommen (practiced only)                    |
| Hellblau | TD                 | Freitags-Testfahrer (test driver)                                |
| ohne     | DNP                | nicht am Training teilgenommen (did not practice)                |
| ohne     | INJ                | verletzt oder krank (injured)                                    |
| ohne     | EX                 | ausgeschlossen (excluded)                                        |
| ohne     | DNA                | nicht erschienen (did not arrive)                                |
| ohne     | C                  | Rennen abgesagt (cancelled)                                      |
| ohne     | keine WM-Teilnahme |                                                                  |
| sonstige | P/fett             | Pole-Position                                                    |
| sonstige | 1/2/3/4/5/6/7/8    | Punktplatzierung im Sprint-/Qualifikationsrennen                 |
| sonstige | SR/kursiv          | Schnellste Rennrunde                                             |
| sonstige | *                  | nicht im Ziel, aufgrund der zurückgelegten Distanz aber gewertet |
| sonstige | ()                 | Streichresultate                                                 |
| sonstige | unterstrichen      | Führender in der Gesamtwertung                                   |